# Közműtanács
A közműtanács egy olyan kormányzati testület, amelynek célja a közszolgáltatások árának, szolgáltatási szintjének, esetleg a közszolgáltató társaságok profitszintjének a meghatározása. A közműtanács egy árszabályozó hatóság munkájára támaszkodva, nem bírósági szervezetként hozza meg döntéseit.

## Feladata
A közműtanács természetes kiegészítője a versenyhatóság (Magyarországon: Gazdasági Versenyhivatal) döntéseit meghozó versenytanácsnak, a versenyhatóságok vizsgálata alapján döntéseket hozó testületnek. Amíg a versenytanácsok olyan vállalatok ügyeiben döntenek, amelyek egymással versenyeznek, addig a közműtanácsok természetes vagy mesterséges monopóliumként működ vállalatokra nézve hoznak meg piaci, vagy piacot helyettesítő döntéseket. 

## Nemzetközi gyakorlat
Amíg az Amerikai Egyesült Államokban minden államban működik közműtanács, az Európai Unióban változatosabb a kép. Néhány EU-tagállamban a közműtanács helyett az egyes közművek szabályozását külön árhatóság végzi, amelynek az élén egyszemélyi vezető, a regulátor áll. Magyarországon például az energiaregulátor a Magyar Energia Hivatal elnöke, aki csak az energetikával összefüggő egyes árak tekintetében, de egyszemélyben gyakorolja a közműtanácsi jogokat. 
Néhány EU tagállam a közműtanácsi és versenytanácsi feladatokat máshogyan osztja meg: egy-egy szervezet foglalkozik egy teljes iparág, például a vasút monopóliumaival és versengő részével is. Ilyen szabályozó szervezetek működnek Nagy-Britanniában és Hollandiában.

## Közműtanácsok listája

### Európai Unió
- Lettország:  Sabiedrisko pakalpojumu regulēšanas komisija
- Németország: Bundesnetzagentur
- Szlovákia: Úrad pre reguláciu sieťových odvetví

### Amerikai Egyesült Államok
- Alabama Public Service Commission
- Regulatory Commission of Alaska
- Arizona Corporation Commission
- Arkansas Public Service Commission
- California Public Utilities Commission[halott link]
- Colorado Public Utilities Commission
- Connecticut Department of Public Utility Control Archiválva 2007. augusztus 11-i dátummal a Wayback Machine-ben
- Delaware Public Service Commission Archiválva 2005. február 7-i dátummal a Wayback Machine-ben
- District of Columbia Public Service Commission
- Florida Public Service Commission
- Georgia Public Service Commission
- Hawaii Public Utilities Commission
- Idaho Public Utilities Commission
- Illinois Commerce Commission
- Indiana Utility Regulatory Commission
- Iowa Utilities Board
- Kansas Corporation Commission
- Kentucky Public Service Commission
- Louisiana Public Service Commission
- Maine Public Utilities Commission
- Maryland Public Service Commission
- Massachusetts Department of Public Utilities
- Michigan Public Service Commission
- Minnesota Public Utilities Commission
- Mississippi Public Service Commission
- Missouri Public Service Commission
- Montana Public Service Commission
- Nebraska Public Service Commission
- Nevada Public Utilities Commission
- New Hampshire Public Utilities Commission
- New Jersey Board of Public Utilities
- New Mexico Public Regulation Commission
- New York Public Service Commission
- North Carolina Utilities Commission
- North Dakota Public Service Commission
- Public Utilities Commission of Ohio
- Oklahoma Corporation Commission Archiválva 2007. december 26-i dátummal a Wayback Machine-ben
- Oregon Public Utility Commission
- Pennsylvania Public Utility Commission
- Rhode Island Public Utilities Commission
- South Carolina Public Service Commission
- South Dakota Public Utilities Commission Archiválva 2005. január 8-i dátummal a Wayback Machine-ben
- Tennessee Public Service Commission
- Texas Public Utility Commission
- Public Service Commission of Utah
- Vermont Public Service Board
- Virginia State Corporation Commission
- Washington Utilities and Transportation Commission
- West Virginia Public Service Commission
- Wisconsin Public Service Commission
- Wyoming Public Service Commission

### Karibi térség
- Anguilla Public Utilities Commission
- Bahamas Public Utilities Commission Archiválva 2008. október 17-i dátummal a Wayback Machine-ben
- Belize Public Utilities Commission

## Külső hivatkozások
- Javaslat a magyar közműtanács felállítására